# Памятник воинам-землякам (Сунтар)
Памятник воинам-землякам, погибшим в годы Великой Отечественной войны (1941—1945) — памятник в селе Сунтар, посвящённый участникам Великой Отечественной войны. Является объектом культурного наследия регионального значения.

## Общее описание
Расположен по адресу: Республика Саха (Якутия), Сунтарский улус (район), с. Сунтар, на берегу р. Вилюй. Памятник был открыт в 1968 году..
Памятник состоит из:
- Стела железобетонная в форме солдата в каске и красноармейца в шлеме;
- Стена с тремя углами железобетонная;
- Памятная табличка;
- Памятные плиты железобетонные;
- Ограждение металлическое.[1].

## Фото
- Яндекс фото Архивная копия от 6 сентября 2021 на Wayback Machine